# Az Egyesült Királyság autópályái
Ez a szócikk az Egyesült Királyság autópályáit és főbb autóútjait sorolja fel. Az egyes számozású séma Nagy-Britannia (Anglia, Skócia és Wales) területére érvényes. Észak-Írország autópályáinak sorszámozása az ír rendszert követi.
A megengedett maximális sebesség 70 mérföld/óra (körülbelül 112 kilométer/óra). Ellentétben a kontinentális Európával, bal oldali közlekedés van érvényben.

## Az autópályák listája

A nagy-britanniai A és B típusú utak számozási zónái

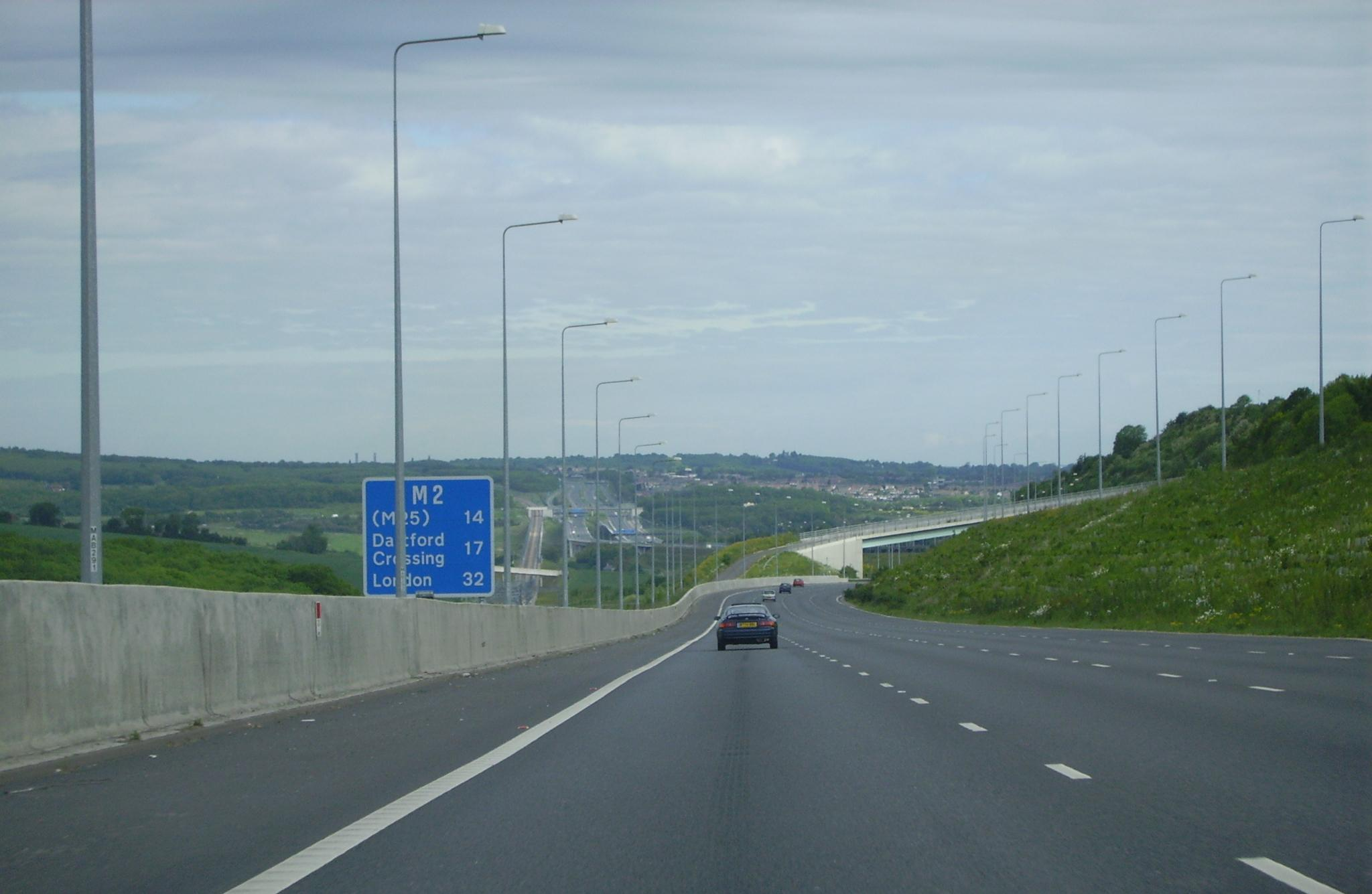
Az M2-es autópálya Rochesternél

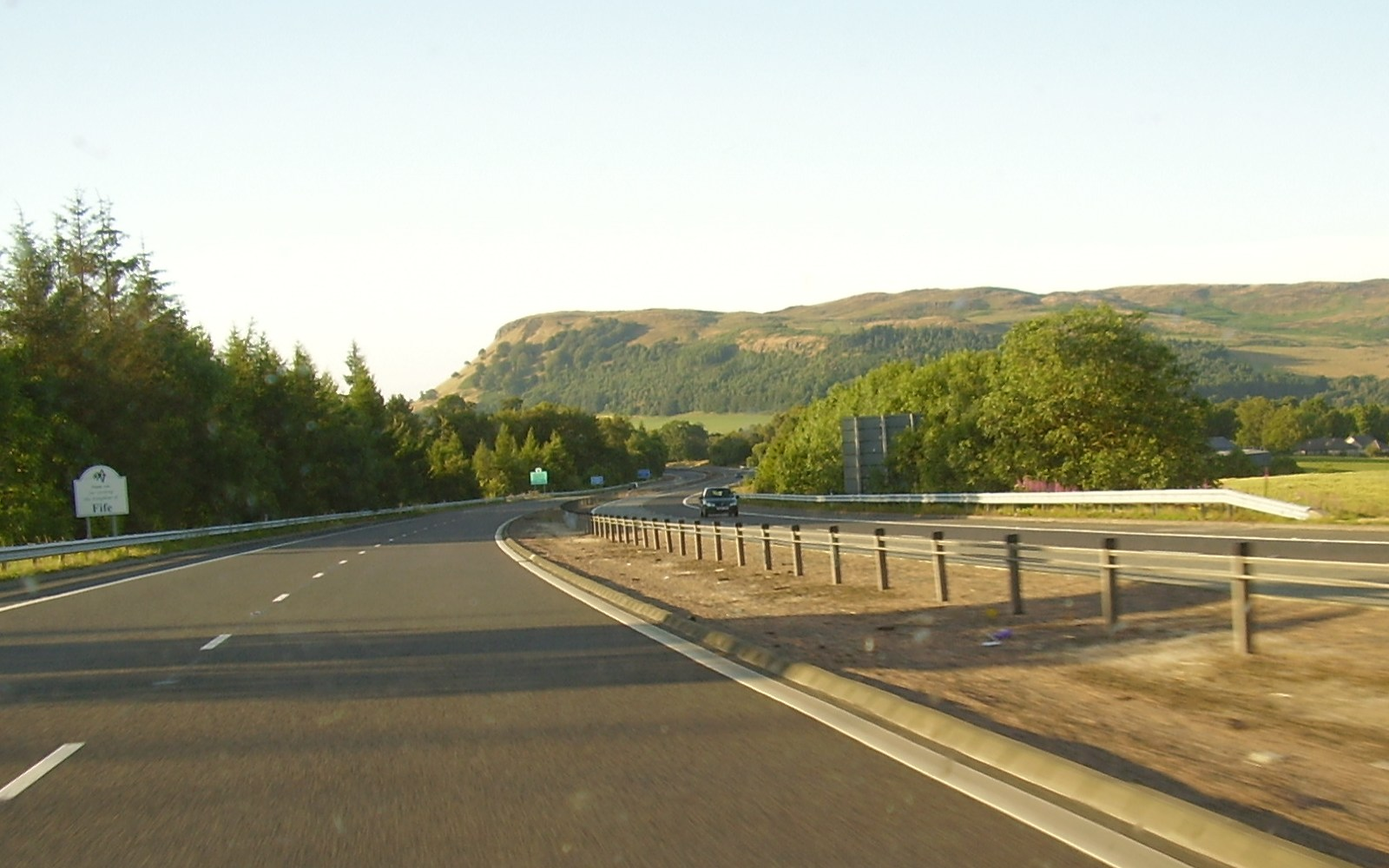
Az M9-es autópálya Fife-nál

### Nagy-Britannia
- M1 – a keletebbre fekvő észak–déli autópálya, London és Leeds, illetve az A1-es között
- M2 – Rochesterből Favershambe
- M3 – Londonból Southamptonba
- M4 – Londonból Dél-Walesbe
- M5 – Exeterből Birminghambe
- M6 – a nyugatabbra fekvő észak–déli autópálya, Rugby és Carlisle között
- M6 Toll – egy díjköteles autópályaszakasz Walsalltól és Sutton Coldfieldtől északra, amely az M6-os egy nagy forgalmú szakaszát hivatott tehermentesíteni Birmingham és Wolverhampton között
- M8 – Edinburgh-ből Glasgow-n át Greenockba
- M9 – Edinburgh-ből Stirlingbe
- M10 – egy leágazás az M1-ről St. Albans felé
- M11 – Londonból Cambridge-be
- M18 – összeköti az M1-et Rotherhamnál és az M62-t Goole-nál
- M20 – Londonból (Swanley) Folkestone-ba
- M23 – Londonból (Coulsdon) Crawley felé
- M25 – a londoni körgyűrű
- M26 – egy rövid összekötő szakasz az M25 Sevenoaks és az M20 Maidstone között
- M27 – a déli parton futó autópálya Southampton és Portsmouth között
- M32 – egy leágazás az M4-esről Bristol városközpontja felé
- M40 – Londonból Birminghambe
- M42 – az északi és a keleti része a birminghami körgyűrűnek, egy északi meghosszabbítással Ashby-de-la-Zouch és egy nyugatival az M5-felé
- M45 – egy leágazás az M1-ről Daventry-től északra Coventry felé
- M48 – híd a Severn felett Thornbury és Newport között; a második Severn-híd előtt ez a szakasz az M4-eshez tartozott
- M49 – egy rövid összekötő szakasz az M5-ösről az M4-esre, Bristoltól nyugatra
- M50 – az M5-östől Tewkesbury-nél Ross-on-Wye felé
- M53 – Chesterből Birkenheadbe
- M54 – az M6-osról Wolverhamptontól északra, Telford felé
- M55 – Blackpoolból az M6-osra Prestonnál
- M56 – Manchesterből Chesterbe
- M57 – a Liverpoolt északról elkerülő szakasz, amely leágazik az M62-ről
- M58 – Wigantől Liverpool északi városrészei felé
- M60 – Manchester körgyűrűje
- M61 – Prestonból Manchesterbe
- M62 – Liverpoolból Kingston-upon-Hull felé
- M65 – Prestonból Colne felé
- M66 – Rawtenstalltól az M62-eshez Manchesternél
- M67 – az M60-astól Denton Hyde felé a Nagy-Manchester régión keresztül
- M69 – Leicesterből Coventry-be
- M73 – Cumbernauldból az M74-eshez
- M74 – Glasgow-ból Abingtonba
- M77 – Glasgow-ból Newton Mearnsbe
- M80 – Glasgow-ból Stirlingbe
- M90 – a Forth Road Bridgetől Perthbe
- M180 – az M18-astól Thorne-nál Grimsby-be és a Humber-hídhoz
- M181 – bekötő szakasz Scunthorpeból az M180-ashoz
- M271 – bekötő szakasz Southamptonból az M27-esre
- M275 – bekötő szakasz Portsmouthból az M27-esre
- M602 – bekötő szakasz az M62-esről Manchesterbe
- M606 – bekötő szakasz az M62-esről Bradfordba
- M621 – bekötő szakasz az M62-esről Leedsbe
- M876 – rövid összeköttetés két autópálya között Falkirknél
- M898 – bekötő szakasz az Erskine-hídhoz
- A1(M) – az A1-es út összes szakasza London és Newcastle upon Tyne között, amely autópályává lett kiépítve
- A3(M) – az A3-as egy rövid szakasz, amely Waterlooville-t és Havantot elkerüli
- A38(M) – az M6-os bekötő szakasza Birmingham városközpontjába, mely Aston Expressway néven is ismert; nincs elválasztó a két irány között, az egyik, illetve másik irányba közlekedő sávok száma a forgalom mértékéhez illeszkedik
- A48(M) – bekötő szakasz az M4-esről Cardiff felé
- A57(M) – Manchester belső körgyűrűjének északi része
- A58(M) – Leeds belső körgyűrűjének nyugati része
- A64(M) – Leeds belső körgyűrűjének keleti része
- A66(M) – bekötő szakasz az A1(M)-ről Darlingtonba
- A74(M) – az M74-estől Abingtonnál Gretna felé
- A167(M) – Newcastle upon Tyne központjában
- A194(M) – bekötő szakasz az A1(M)-ről Newcastle upon Tyne-nál a Tyne-alagúthoz
- A308(M) – bekötő szakasz az M4-ről Maidenhead felé
- A329(M) – Bracknelltől Winnershbe (Readingnél)
- A404(M) – az M4 és Henley-on-Thames között
- A601(M) – bekötő szakasz az M6-tól Carnforthnál (Lancashire) az A6-hoz, a déli szakasza egy sávos
- A627(M) – Rochdale-ből és Oldhamtől az M62-höz
- A823(M) – bekötő szakasz az M90-ről Dunfermline-hoz

### Észak-Írország
- M1 – Belfasttól Dungannon felé
- M2 – Belfasttól Antrim felé, illetve egy további szakasz Ballymenánál
- M3 – Belfasttól Ballymacarrett felé
- M5 – Belfasttól Newtownabbey felé
- M12 – bevezető szakasz az M1-esről Portadown felé
- M22 – az M2-estől Antrimnál Randalstown felé